# Championnat de Belgique de football de troisième division 1931-1932
Navigation
saison précédente saison suivante
Cette page présente la sixième édition du championnat de Promotion (D3) belge.
À partir de cette saison, la compétition retrouve un déroulement traditionnel, à savoir que le champion de chacune des séries est promu à l'échelon supérieur (D2 appelée Division 1) et que les trois derniers classés de chaque série sont relégués vers les séries régionales.
Sur les 12 équipes reléguées en fin de saison, 8 sont des néo-promus.
- Le nom des clubs est celui employé à l'époque.

## Clubs participants
Cinquante-six clubs prennent part à cette édition, soit quatorze de plus que lors de la saison précédente. Les équipes sont réparties en quatre séries de 14 formations.

### Série A
| #  | Nom                                       | Mat. | Ville        | Stades               | En D3 depuis    | Total en D3 | Province        |
| -- | ----------------------------------------- | ---- | ------------ | -------------------- | --------------- | ----------- | --------------- |
| 1  | Royale Union Sportive Tournaisienne       | 26   | Tournai      | stade Gaston Horlait | 1928-1929 (4e)  | 5 saisons   | Hainaut         |
| 2  | Koninklijke Vanneste Genootschap Oostende | 31   | Ostende      | ??                   | 1930-1931 (2e)  | 4 saisons   | Fl. occidentale |
| 3  | Racing Club Tournaisien                   | 36   | Tournai      | Drève de Maire       | 1926-1927 (6e)  | 6 saisons   | Hainaut         |
| 4  | Sportvereeniging Blankenberghe            | 48   | Blankenberge | ??                   | 1926-1927 (6e)  | 6 saisons   | Fl. occidentale |
| 5  | Sportvereeniging Audenaerde               | 81   | Audenarde    | ??                   | 1928-1929 (4e)  | 4 saisons   | Fl. orientale   |
| 6  | Racing Club Wetteren                      | 95   | Wetteren     | ??                   | 1929-1930 (3e)  | 4 saisons   | Fl. orientale   |
| 7  | Football Club Eecloo                      | 231  | Eeklo        | ??                   | 1930-1931 (2e)  | 2 saisons   | Fl. orientale   |
| 8  | Royal Courtrai Sports                     | 19   | Courtrai     | ??                   | 1931-1932 (1re) | 4 saisons   | Fl. occidentale |
| 9  | Association Royale Athlétique Termondoise | 57   | Termonde     | ??                   | 1931-1932 (1re) | 4 saisons   | Fl. orientale   |
| 10 | Minerve Sport & Athletic Club             | 103  | Anvers       | ??                   | 1931-1932 (1re) | 1 saison    | Anvers          |
| 11 | Football Club Wilrijk                     | 155  | Wilrijk      | ??                   | 1931-1932 (1re) | 2 saisons   | Anvers          |
| 12 | Stade Courtrai                            | 161  | Courtrai     | ??                   | 1931-1932 (1re) | 1 saison    | Fl. occidentale |
| 13 | Nielsche Sportkring                       | 415  | Niel         | ??                   | 1931-1932 (1re) | 1 saison    | Anvers          |
| 14 | Temsche Sportkring                        | 501  | Tamise       | ??                   | 1931-1932 (1re) | 1 saison    | Fl. orientale   |

### Localisations Série A
| \| Anvers · Minerve SAC · FC Wilrijjk · Nielsche SK Anvers K. VG Oostende SV Blankenberge R. Courtrai Sp. St. Courtrai Sp. FC Eecloo Termonde Temsche SK RC Wetteren RC Tournai US Tournai SV Audenaerde \| Localisation des clubs engagés en Promotion A 1931-1932 |
| Anvers · Minerve SAC · FC Wilrijjk · Nielsche SK Anvers K. VG Oostende SV Blankenberge R. Courtrai Sp. St. Courtrai Sp. FC Eecloo Termonde Temsche SK RC Wetteren RC Tournai US Tournai SV Audenaerde                                                               |

### Série B
| #  | Nom                                 | Mat. | Ville              | Stades        | En D3 depuis    | Total en D3 | Province |
| -- | ----------------------------------- | ---- | ------------------ | ------------- | --------------- | ----------- | -------- |
| 1  | Ixelles Sporting Club               | 42   | Ixelles            | ??            | 1930-1931 (2e)  | 5 saisons   | Brabant  |
| 2  | Cappellen Football Club             | 43   | Kapellen           | ??            | 1926-1927 (6e)  | 6 saisons   | Anvers   |
| 3  | Albert Elisabeth Club Mons          | 44   | Mons               | rue du Tir    | 1926-1927 (6e)  | 6 saisons   | Hainaut  |
| 4  | Voetbalvereeniging Oude God Sport   | 68   | Mortsel            | ??            | 1928-1929 (4e)  | 4 saisons   | Anvers   |
| 5  | Union Jemappes                      | 136  | Jemappes           | ??            | 1929-1930 (3e)  | 4 saisons   | Hainaut  |
| 6  | Hemiksem Athletic Club              | 360  | Hemiksem           | ??            | 1930-1931 (2e)  | 2 saisons   | Anvers   |
| 7  | Royal Léopold Club de Bruxelles     | 5    | Uccle              | Parc Brugmann | 1931-1932 (1re) | 3 saisons   | Brabant  |
| 8  | Racing Club Anvers-Deurne           | 29   | Deurne             | ??            | 1931-1932 (1re) | 3 saisons   | Anvers   |
| 9  | Cercle Sportif Saint-Josse          | 83   | St-Josse           | ??            | 1931-1932 (1re) | 2 saisons   | Brabant  |
| 10 | Herentalsche Sportkring             | 97   | Herentals          | ??            | 1931-1932 (1re) | 1 saison    | Anvers   |
| 11 | Football Club Binchois              | 207  | Binche             | ??            | 1931-1932 (1re) | 1 saison    | Hainaut  |
| 12 | Union Sportive du Centre            | 213  | Haine-Saint-Pierre | ??            | 1931-1932 (1re) | 1 saison    | Hainaut  |
| 13 | Ruisbroeck Football Club            | 362  | Ruisbroek          | ??            | 1931-1932 (1re) | 1 saison    | Brabant  |
| 14 | Sporting Club Union & Progrès Jette | 474  | Jette              | ??            | 1931-1932 (1re) | 1 saison    | Brabant  |

### Localisations Série B
| \| Anvers · RC Anvers-Deurne · Cappellen FC · VV Oude God Sport · Hemiksem AC Bruxelles · R. Léopold CB · Ixelles SC · CS St-Josse · SCUP Jette Anvers Herentals Bruxelles Ruisbroeck FC Mons U. Jemappes US Centre FC Binchois \| Localisation des clubs engagés en Promotion B 1931-1932 |
| Anvers · RC Anvers-Deurne · Cappellen FC · VV Oude God Sport · Hemiksem AC Bruxelles · R. Léopold CB · Ixelles SC · CS St-Josse · SCUP Jette Anvers Herentals Bruxelles Ruisbroeck FC Mons U. Jemappes US Centre FC Binchois                                                               |

### Série C
| #  | Nom                                        | Mat. | Ville              | Stades                   | En D3 depuis    | Total en D3 | Province   |
| -- | ------------------------------------------ | ---- | ------------------ | ------------------------ | --------------- | ----------- | ---------- |
| 1  | Vilvorde Football Club                     | 49   | Vilvorde           | ??                       | 1930-1931 (2e)  | 4 saisons   | Brabant    |
| 2  | Royale Union Hutoise Football Club         | 76   | Huy                | ??                       | 1930-1931 (2e)  | 3 saisons   | Liège      |
| 3  | Union Sportive de Gilly                    | 139  | Gilly              | ??                       | 1930-1931 (2e)  | 2 saisons   | Hainaut    |
| 4  | Jeunesse Arlonaise                         | 143  | Arlon              | ??                       | 1930-1931 (2e)  | 5 saisons   | Luxembourg |
| 5  | Wallonia Association Namur                 | 173  | Namur              | ??                       | 1930-1931 (2e)  | 2 saisons   | Namur      |
| 6  | Olympic Club Charleroi                     | 246  | Montignies-s-S.    | stade de La Neuville     | 1926-1927 (6e)  | 6 saisons   | Hainaut    |
| 7  | Football Club Zwarte Leeuw Vilvoorde       | 306  | Vilvorde           | ??                       | 1927-1928 (5e)  | 5 saisons   | Brabant    |
| 8  | Namur Sports                               | 156  | Namur              | stade des Champs-Elysées | 1931-1932 (1re) | 2 saisons   | Namur      |
| 9  | Club Amay Sportif                          | 179  | Amay               | ??                       | 1931-1932 (1re) | 1 saison    | Liège      |
| 10 | Football Club Jeunesse Sportive Athusienne | 254  | Athus              | ??                       | 1931-1932 (1re) | 1 saison    | Luxembourg |
| 11 | Club des Sports de Marchienne-Monceau      | 278  | Marchienne-au-Pont | ??                       | 1931-1932 (1re) | 1 saison    | Hainaut    |
| 12 | Cercle Sportif Andennais                   | 307  | Andenne            | stade J. Pappa           | 1931-1932 (1re) | 2 saisons   | Namur      |
| 13 | Football Club Châtelineau                  | 515  | Châtelineau        | ??                       | 1931-1932 (1re) | 1 saison    | Hainaut    |
| 14 | Running Football Club Jemeppe              | 292' | Jemeppe-sur-Meuse  | ??                       | 1931-1932 (1re) | 1 saison    | Liège      |

### Localisations Série C
| \| Charleroi · US Gilly · Olympic CC · CdS Marchienne-Monceau · + · FC Châtelineau Vilvorde FC Zw.L. Vilvorde Huy Amay Wallonia Namur Sp. Andenne Jemeppe Charleroi J. Arlonaise FC JS Athusienne \| Localisation des clubs engagés en Promotion C 1931-1932 |
| Charleroi · US Gilly · Olympic CC · CdS Marchienne-Monceau · + · FC Châtelineau Vilvorde FC Zw.L. Vilvorde Huy Amay Wallonia Namur Sp. Andenne Jemeppe Charleroi J. Arlonaise FC JS Athusienne                                                               |

### Série D
| #  | Nom                                  | Mat. | Ville         | Stades           | En D3 depuis    | Total en D3 | Province |
| -- | ------------------------------------ | ---- | ------------- | ---------------- | --------------- | ----------- | -------- |
| 1  | Fléron Football Club                 | 33   | Fléron        | ??               | 1928-1929 (4e)  | 5 saisons   | Liège    |
| 2  | Patria Football Club Tongres         | 71   | Tongres       | ??               | 1929-1930 (3e)  | 3 saisons   | Limbourg |
| 3  | Cercle Sportif Tongrois              | 73   | Tongres       | ??               | 1929-1930 (3e)  | 4 saisons   | Limbourg |
| 4  | Association Sportive Herstalienne    | 82   | Herstal       | ??               | 1927-1928 (5e)  | 5 saisons   | Liège    |
| 5  | La Jeunesse d'Eupen                  | 108  | Eupen         | ??               | 1927-1928 (5e)  | 5 saisons   | Liège    |
| 6  | Royal Football Club Malmundaria 1904 | 188  | Malmedy       | ??               | 1929-1930 (3e)  | 3 saisons   | Liège    |
| 7  | Stade Waremmien Football Club        | 190  | Waremme       | ??               | 1928-1929 (4e)  | 5 saisons   | Liège    |
| 8  | Sint-Truidensche Voetbalvereniging   | 373  | Saint-Trond   | ??               | 1930-1931 (2e)  | 3 saisons   | Limbourg |
| 10 | Union Sportive de Liège              | 40   | Saint-Nicolas | aux Bons-Buveurs | 1931-1932 (1re) | 5 saisons   | Liège    |
| 11 | Hooger Op Diest                      | 41   | Diest         | De Warande       | 1931-1932 (1re) | 1 saison    | Brabant  |
| 12 | Hasseltse Voetbalvereniging          | 65   | Hasselt       | ??               | 1931-1932 (1re) | 4 saisons   | Limbourg |
| 13 | Racing Club Vottem                   | 279  | Vottem        | ??               | 1931-1932 (1re) | 2 saisons   | Liège    |
| 14 | Bocholter Voetbalvereniging          | 595  | Bocholt       | ??               | 1931-1932 (1re) | 1 saison    | Limbourg |

### Localisations Série D
| \| Liège · US Liège · RC Vottem · + · Fléron FC · AS Herstalienne Diest Bocholter VV Hasseltse VV St-Trond CS Tongrois Patria FC Liège St. Waremmien SRU Verviers Malmundaria 1904 Eupen \| Localisation des clubs engagés en Promotion D 1931-1932 |
| Liège · US Liège · RC Vottem · + · Fléron FC · AS Herstalienne Diest Bocholter VV Hasseltse VV St-Trond CS Tongrois Patria FC Liège St. Waremmien SRU Verviers Malmundaria 1904 Eupen                                                               |

## Classements
Légende
- Champion & Promu en Division 1 (D2)
- clubs relégué vers les séries inférieures

Abréviations
 : Promu depuis les séries inférieures
- Départages: Si nécessaire, les départages des égalités de points se font d'abord en donnant priorité « au plus petit nombre de défaites ».

### Promotion A
| Rang | Équipe              | Pts | J  | G  | N | P  | Bp | Bc | Diff |
| ---- | ------------------- | --- | -- | -- | - | -- | -- | -- | ---- |
| 1    | SV BLANKENBERGE     | 35  | 26 | 14 | 7 | 5  | 61 | 36 | +25  |
| 2    | R. US Tournaisienne | 31  | 26 | 15 | 1 | 10 | 47 | 33 | +14  |
| 3    | K. VG Oostende      | 30  | 26 | 11 | 8 | 7  | 41 | 32 | +9   |
| 4    | R. RC Tournaisien   | 30  | 26 | 12 | 6 | 8  | 66 | 51 | +15  |
| 5    | R. Courtrai Sport   | 29  | 26 | 12 | 5 | 8  | 45 | 43 | +2   |
| 6    | RC Wetteren         | 28  | 26 | 12 | 4 | 10 | 58 | 73 | -15  |
| 7    | FC Wilrijk          | 27  | 26 | 11 | 5 | 10 | 52 | 40 | +12  |
| 8    | SV Audenarde        | 26  | 26 | 11 | 4 | 11 | 44 | 44 | 0    |
| 9    | ARA Termondoise     | 24  | 26 | 9  | 6 | 11 | 47 | 52 | -5   |
| 10   | Temsche SK          | 24  | 26 | 10 | 4 | 12 | 54 | 57 | -3   |
| 11   | Stade Courtrai      | 23  | 26 | 9  | 5 | 12 | 37 | 41 | -4   |
| 12   | Nielsche SK         | 20  | 26 | 7  | 6 | 13 | 42 | 65 | -23  |
| 13   | FC Eecloo           | 19  | 26 | 7  | 5 | 14 | 54 | 53 | +1   |
| 14   | Minerve SAC Anvers  | 18  | 26 | 6  | 6 | 14 | 39 | 67 | -28  |

### Promotion B
| Rang | Équipe            | Pts | J  | G  | N | P  | Bp | Bc  | Diff |
| ---- | ----------------- | --- | -- | -- | - | -- | -- | --- | ---- |
| 1    | VV OUDE GOD SPORT | 41  | 26 | 19 | 3 | 4  | 95 | 43  | +52  |
| 2    | CS St-Josse       | 39  | 26 | 17 | 5 | 4  | 70 | 42  | +28  |
| 3    | Cappellen FC      | 35  | 26 | 17 | 1 | 8  | 88 | 41  | +47  |
| 4    | AC Hemiksem       | 35  | 26 | 17 | 1 | 8  | 87 | 50  | +37  |
| 5    | Union Jemappes    | 31  | 26 | 14 | 3 | 9  | 62 | 68  | -6   |
| 6    | Herentalsche SK   | 28  | 26 | 12 | 4 | 10 | 67 | 59  | +8   |
| 7    | AEC Mons          | 25  | 26 | 9  | 7 | 10 | 64 | 56  | +8   |
| 8    | RC Anvers-Deurne  | 24  | 26 | 10 | 4 | 12 | 62 | 60  | +2   |
| 9    | SCUP Jette        | 24  | 26 | 11 | 2 | 13 | 77 | 72  | +5   |
| 10   | US Centre         | 23  | 26 | 9  | 5 | 12 | 71 | 73  | -2   |
| 11   | R. Léopold CB     | 18  | 26 | 8  | 2 | 16 | 53 | 73  | -20  |
| 11   | Ruisbroek FC      | 18  | 26 | 8  | 2 | 16 | 37 | 86  | -49  |
| 13   | FC Binchois       | 14  | 26 | 5  | 4 | 17 | 47 | 82  | -35  |
| 14   | Ixelles SC        | 9   | 26 | 3  | 3 | 20 | 34 | 109 | -75  |

### Promotion C
| Rang | Équipe                     | Pts | J  | G  | N | P  | Bp  | Bc  | Diff |
| ---- | -------------------------- | --- | -- | -- | - | -- | --- | --- | ---- |
| 1    | R. UNION HUTOISE FC        | 39  | 26 | 18 | 3 | 5  | 102 | 45  | +57  |
| 2    | Wallonia Association Namur | 35  | 26 | 16 | 3 | 7  | 78  | 47  | +31  |
| 3    | CS Andennais               | 34  | 26 | 16 | 2 | 8  | 69  | 46  | +23  |
| 4    | Vilvorde FC                | 33  | 26 | 15 | 3 | 8  | 92  | 49  | +43  |
| 5    | Olympic CC                 | 30  | 26 | 13 | 4 | 9  | 65  | 55  | +10  |
| 6    | Namur Sports               | 28  | 26 | 11 | 6 | 9  | 52  | 44  | +8   |
| 7    | US Gilly                   | 25  | 26 | 9  | 7 | 10 | 78  | 70  | +8   |
| 8    | Jeunesse Arlonaise         | 25  | 26 | 11 | 3 | 12 | 66  | 82  | -16  |
| 9    | Club Amay Sportif          | 24  | 26 | 9  | 6 | 11 | 43  | 61  | -18  |
| 10   | FC Zwarte Leeuw Vilvoorde  | 24  | 26 | 10 | 4 | 12 | 47  | 55  | -8   |
| 11   | FC Châtelineau 1           | 23  | 26 | 10 | 3 | 13 | 56  | 60  | -4   |
| 12   | CS Marchienne              | 21  | 26 | 10 | 1 | 15 | 52  | 67  | -15  |
| 13   | R. Union FC Jemeppe        | 20  | 26 | 8  | 4 | 14 | 57  | 76  | -19  |
| 14   | FC JS Athusienne           | 3   | 26 | 1  | 1 | 24 | 27  | 127 | -100 |

1 Le FC Châtelineau est sportivement sauvé au terme de la compétition. Mais à la suite d'une plainte émanant du Cercle des Sports de Marchienne-Monceau, Châtelineau est sanctionné pour faits de corruption. Deux membres du FC Châtelineau auraient approché trois joueurs de l'US Gilly pour que « ceux-ci lèvent le pied » lors de la rencontre devant opposer les deux clubs. Impossible de nos jours de dire si la réclamation était fondée. La relégation de Châtelineau profite au CdS Marchienne-Monceau qui peut se maintenir.

### Promotion D
| Rang | Équipe              | Pts | J  | G  | N | P  | Bp | Bc | Diff |
| ---- | ------------------- | --- | -- | -- | - | -- | -- | -- | ---- |
| 1    | STADE WAREMMIEN FC  | 41  | 26 | 19 | 3 | 4  | 79 | 34 | +45  |
| 2    | Hasseltse VV        | 34  | 26 | 16 | 2 | 8  | 75 | 50 | +25  |
| 3    | AS Herstalienne     | 32  | 26 | 14 | 4 | 8  | 73 | 55 | +18  |
| 4    | SRU Verviers        | 30  | 26 | 11 | 8 | 7  | 57 | 51 | +6   |
| 5    | Patria FC Tongres   | 30  | 26 | 14 | 2 | 10 | 82 | 64 | +18  |
| 6    | La Jeunesse d'Eupen | 28  | 26 | 11 | 6 | 9  | 65 | 56 | +9   |
| 7    | HO FC Diest         | 26  | 26 | 10 | 6 | 10 | 65 | 61 | +4   |
| 8    | RC Vottem           | 23  | 26 | 9  | 5 | 12 | 60 | 79 | -19  |
| 9    | CS Tongrois         | 23  | 26 | 10 | 3 | 13 | 60 | 59 | +1   |
| 10   | St-Truidensche VV   | 23  | 26 | 10 | 3 | 13 | 59 | 65 | -6   |
| 11   | US Liège            | 22  | 26 | 7  | 8 | 11 | 60 | 70 | -10  |
| 12   | FC Malmundaria 1904 | 20  | 26 | 9  | 2 | 15 | 52 | 65 | -13  |
| 13   | R. Fléron FC        | 18  | 26 | 7  | 4 | 15 | 56 | 97 | -41  |
| 14   | Bocholter VV        | 14  | 26 | 6  | 2 | 18 | 53 | 90 | -37  |

## Déroulement de la saison

### Résultats des rencontres - Série A
| Résultats (▼dom., ►ext.)                                   | 1 | 2 | 3 | 4 | 5 | 6 | 7 | 8 | 9 | 10 | 11 | 12 | 13 | 14 |
|                                                            |   | - | - | - | - | - | - | - | - | -  | -  | -  | -  | -  |
|                                                            | - |   | - | - | - | - | - | - | - | -  | -  | -  | -  | -  |
|                                                            | - | - |   | - | - | - | - | - | - | -  | -  | -  | -  | -  |
|                                                            | - | - | - |   | - | - | - | - | - | -  | -  | -  | -  | -  |
|                                                            | - | - | - | - |   | - | - | - | - | -  | -  | -  | -  | -  |
|                                                            | - | - | - | - | - |   | - | - | - | -  | -  | -  | -  | -  |
|                                                            | - | - | - | - | - | - |   | - | - | -  | -  | -  | -  | -  |
|                                                            | - | - | - | - | - | - | - |   | - | -  | -  | -  | -  | -  |
|                                                            | - | - | - | - | - | - | - | - |   | -  | -  | -  | -  | -  |
|                                                            | - | - | - | - | - | - | - | - | - |    | -  | -  | -  | -  |
|                                                            | - | - | - | - | - | - | - | - | - | -  |    | -  | -  | -  |
|                                                            | - | - | - | - | - | - | - | - | - | -  | -  |    | -  | -  |
|                                                            | - | - | - | - | - | - | - | - | - | -  | -  | -  |    | -  |
|                                                            | - | - | - | - | - | - | - | - | - | -  | -  | -  | -  |    |
| - Victoire à domicile - Match nul - Victoire à l'extérieur |   |   |   |   |   |   |   |   |   |    |    |    |    |    |

### Résultats des rencontres - Série B
| Résultats (▼dom., ►ext.)                                   | 1 | 2 | 3 | 4 | 5 | 6 | 7 | 8 | 9 | 10 | 11 | 12 | 13 | 14 |
|                                                            |   | - | - | - | - | - | - | - | - | -  | -  | -  | -  | -  |
|                                                            | - |   | - | - | - | - | - | - | - | -  | -  | -  | -  | -  |
|                                                            | - | - |   | - | - | - | - | - | - | -  | -  | -  | -  | -  |
|                                                            | - | - | - |   | - | - | - | - | - | -  | -  | -  | -  | -  |
|                                                            | - | - | - | - |   | - | - | - | - | -  | -  | -  | -  | -  |
|                                                            | - | - | - | - | - |   | - | - | - | -  | -  | -  | -  | -  |
|                                                            | - | - | - | - | - | - |   | - | - | -  | -  | -  | -  | -  |
|                                                            | - | - | - | - | - | - | - |   | - | -  | -  | -  | -  | -  |
|                                                            | - | - | - | - | - | - | - | - |   | -  | -  | -  | -  | -  |
|                                                            | - | - | - | - | - | - | - | - | - |    | -  | -  | -  | -  |
|                                                            | - | - | - | - | - | - | - | - | - | -  |    | -  | -  | -  |
|                                                            | - | - | - | - | - | - | - | - | - | -  | -  |    | -  | -  |
|                                                            | - | - | - | - | - | - | - | - | - | -  | -  | -  |    | -  |
|                                                            | - | - | - | - | - | - | - | - | - | -  | -  | -  | -  |    |
| - Victoire à domicile - Match nul - Victoire à l'extérieur |   |   |   |   |   |   |   |   |   |    |    |    |    |    |

### Résultats des rencontres - Série C
| Résultats (▼dom., ►ext.)                                   | 1 | 2 | 3 | 4 | 5 | 6 | 7 | 8 | 9 | 10 | 11 | 12 | 13 | 14 |
|                                                            |   | - | - | - | - | - | - | - | - | -  | -  | -  | -  | -  |
|                                                            | - |   | - | - | - | - | - | - | - | -  | -  | -  | -  | -  |
|                                                            | - | - |   | - | - | - | - | - | - | -  | -  | -  | -  | -  |
|                                                            | - | - | - |   | - | - | - | - | - | -  | -  | -  | -  | -  |
|                                                            | - | - | - | - |   | - | - | - | - | -  | -  | -  | -  | -  |
|                                                            | - | - | - | - | - |   | - | - | - | -  | -  | -  | -  | -  |
|                                                            | - | - | - | - | - | - |   | - | - | -  | -  | -  | -  | -  |
|                                                            | - | - | - | - | - | - | - |   | - | -  | -  | -  | -  | -  |
|                                                            | - | - | - | - | - | - | - | - |   | -  | -  | -  | -  | -  |
|                                                            | - | - | - | - | - | - | - | - | - |    | -  | -  | -  | -  |
|                                                            | - | - | - | - | - | - | - | - | - | -  |    | -  | -  | -  |
|                                                            | - | - | - | - | - | - | - | - | - | -  | -  |    | -  | -  |
|                                                            | - | - | - | - | - | - | - | - | - | -  | -  | -  |    | -  |
|                                                            | - | - | - | - | - | - | - | - | - | -  | -  | -  | -  |    |
| - Victoire à domicile - Match nul - Victoire à l'extérieur |   |   |   |   |   |   |   |   |   |    |    |    |    |    |

### Résultats des rencontres - Série D
| Résultats (▼dom., ►ext.)                                   | 1 | 2 | 3 | 4 | 5 | 6 | 7 | 8 | 9 | 10 | 11 | 12 | 13 | 14 |
|                                                            |   | - | - | - | - | - | - | - | - | -  | -  | -  | -  | -  |
|                                                            | - |   | - | - | - | - | - | - | - | -  | -  | -  | -  | -  |
|                                                            | - | - |   | - | - | - | - | - | - | -  | -  | -  | -  | -  |
|                                                            | - | - | - |   | - | - | - | - | - | -  | -  | -  | -  | -  |
|                                                            | - | - | - | - |   | - | - | - | - | -  | -  | -  | -  | -  |
|                                                            | - | - | - | - | - |   | - | - | - | -  | -  | -  | -  | -  |
|                                                            | - | - | - | - | - | - |   | - | - | -  | -  | -  | -  | -  |
|                                                            | - | - | - | - | - | - | - |   | - | -  | -  | -  | -  | -  |
|                                                            | - | - | - | - | - | - | - | - |   | -  | -  | -  | -  | -  |
|                                                            | - | - | - | - | - | - | - | - | - |    | -  | -  | -  | -  |
|                                                            | - | - | - | - | - | - | - | - | - | -  |    | -  | -  | -  |
|                                                            | - | - | - | - | - | - | - | - | - | -  | -  |    | -  | -  |
|                                                            | - | - | - | - | - | - | - | - | - | -  | -  | -  |    | -  |
|                                                            | - | - | - | - | - | - | - | - | - | -  | -  | -  | -  |    |
| - Victoire à domicile - Match nul - Victoire à l'extérieur |   |   |   |   |   |   |   |   |   |    |    |    |    |    |

### Test-match pour l'attribution de la12eplace- Promotion B
En raison du classement final, il est fort probable qu'un "test-match" a lieu pour départager le Léopold et Ruisbroek. Les deux clubs ont terminé à égalité de points et avec le même nombre de défaites (critère appliqué à l'époque). Il est très peu probable que la différence de buts soit entrée en ligne de compte. Malheureusement, on ne trouve aucune trace fiable d'un test-match.
| Date       | Équipe 1      | Équipe 2      | Score | Remarques |
| ---------- | ------------- | ------------- | ----- | --------- |
| ??/??/1932 | R. Léopold CB | Ruisbroeck FC | ?-?   |           |
|            | Ruisbroeck FC | Relégué       |       |           |

## Récapitulatif de la saison
- Champion A: Blankenberge SV (1er titre en D3)
- Champion B: VV Oude God Sport (1er titre en D3)
- Champion C: R. Union Hutoise (1er titre en D3)
- Champion D: Stade Waremmien FC (1er titre en D3)
- Quatrième titre de "D3" pour la Province d’Anvers.
- Troisième et Quatrième titre de "D3" pour la Province de Liège.
- Quatrième titre de "D3" pour la Province de Flandre occidentale.

| Région flamande (22)            | Région flamande (22) | Province de Brabant (8)      | Province de Brabant (8) | Région wallonne (25)   | Région wallonne (25) |
| ------------------------------- | -------------------- | ---------------------------- | ----------------------- | ---------------------- | -------------------- |
| Province d'Anvers               | 8                    | Région de Bruxelles-Capitale | 4                       | Province de Hainaut    | 10                   |
| Province de Flandre-Occidentale | 4                    | Province du Brabant flamand  | 4                       | Province de Liège      | 11                   |
| Province de Flandre-Orientale   | 5                    | Province du Brabant wallon   | 0                       | Province de Luxembourg | 1                    |
| Province de Limbourg            | 5                    |                              |                         | Province de Namur      | 3                    |

1. ↑  Au niveau footballistique, la province de Brabant est toujours unitaire malgré sa partition territoriale en 1995.

- RAPPEL: En Belgique, le principe d'une frontière linguistique est créé par la Loi du 21 juillet 1921, mais elle n'est définitivement fixée que par les Lois du 8 novembre 1962. Cette « frontière » voit ses effets principaux se marquer à partir de 1963 avec, par exemple, les passages de Mouscron en Hainaut ou de Fourons au Limbourg. La Belgique ne devient un  État fédéralisé qu'à partir de 1970 lorsqu'est appliquée la première réforme constitutionnelle. À ce moment, l'ajout de l'« Article 59bis » crée les « Communautés » alors que le plus délicat, car longtemps et âprement débattu, « Article 107quater » établit les « Régions ». La Région de Bruxelles-Capitale ne voit le jour qu'en 1989. La scission de la Province de Brabant en deux (flamand et wallon) n'intervient officiellement qu'au 1er janvier 1995.

## Débuts en séries nationales (et donc en Division 3)
Seize clubs font leurs débuts en séries nationales.
- Herentalsche SK, Nielsche SK, Minerve SAC (22e, 23e et 24e clubs de la Province d'Anvers) - 12e Anversois en D3 ;
- SCUP Jette, Ruisbroek FC, HO FC Diest (25e, 26e et 27e clubs de la Province de Brabant) - 14e Brabançons en D3 ;
- Stade Courtrai (13e club de la Province de Flandre occidentale) - 9e Flandrien occidental en D3 ;
- Temsche SK (11e club de la Province de Flandre orientale) - 8e Flandrien oriental en D3 ;
- US Centre, FC Châtelineau, FC Binchois, CS Marchienne (8e, 9e, 10e et 11e clubs de la Province de Hainaut) - 8e Hennuyers en D3 ;
- Club Amay Sportif, Running FC Jemeppe (20e et 21e club de la Province de Liège) - 16e et 17e Liégeois en D3 ;
- Bocholter VV (7e club de la Province de Limbourg) - 6e Limbourgeois en D3 ;
- FC JS Athusienne (5e club de la Province de Luxembourg) - 5e Luxembourgeois en D3

## Montée vers le.../ Relégation du2eniveau
Les quatre champions, à savoir le SV Blankenberge, le VV Oude God Sport, la Royale Union Hutoise et le Stade Waremmien, sont promus en Division 1 (D2) où ils remplacent les relégués: R. FC Bressoux, Charleroi SC, SK Roeselare et St-Niklaassche SK.

## Changements d'appellation - Adaptations
- Monté sous le nom de Niel Football Club, le club porteur du matricule 415 change son appellation et devient Nielsche Sportkring (Nielsche SK). Trois plus tard, ce club prendra le nom de Nielsche Athletic Club (Nielsche AC). Il changera encore trois fois de dénomination avant sa disparition en 1992: Nielse SK, Nielse SV puis K. VK Niel...

- Le « Skill Racing Union » (matricule 34) adapte sa dénomination et devient le Skill Racing Union Verviers en abrégé « SRU Verviers » (34).

## Relégations vers le niveau inférieur
Les trois derniers classés de chaque série sont relégués en séries régionales. Le FC Châtelineau sportivement sauvé est puni pour « faits de corruption ». Cela permet au CS Marchienne de se maintenir.
Les douze relégués, triés par Province, furent:
| Clubs                                                  |   | Provinces                       |
| ------------------------------------------------------ | - | ------------------------------- |
| Nielsche SV, Minerve SAC Anvers                        | ⇒ | Province d'Anvers               |
| Ruisbroeck FC, Ixelles SC                              | ⇒ | Province de Brabant             |
|                                                        | ⇒ | Province de Flandre-Occidentale |
| FC Eecloo                                              | ⇒ | Province de Flandre-Orientale   |
| FC Binchois, FC Châtelineau                            | ⇒ | Province de Hainaut             |
| Running FC Jemeppe, R. FC Malmundaria 1904R. Fléron FC | ⇒ | Province de Liège               |
| Bocholter VV                                           | ⇒ | Province de Limbourg            |
| FC JS Athusienne                                       | ⇒ | Province de Luxembourg          |
|                                                        | ⇒ | Province de Namur               |

## Montée depuis le niveau inférieur
En fin de saison, douze clubs sont promus depuis les séries inférieures. Les Provinces d'Anvers, de Hainaut et de Liège bénéficient d'un second montant en raison de leur plus grand nombre de clubs affiliés.
| Provinces                       | Montant                           |
| ------------------------------- | --------------------------------- |
| Province d'Anvers               | FC Duffel, St-Rochus FC Deurne    |
| Province de Brabant             | CS Hallois                        |
| Province de Flandre-Occidentale | FC Waeregem Sportif               |
| Province de Flandre-Orientale   | Vigor FC Hamme-sur-Durme          |
| Province de Hainaut             | CS Marcinelle, Union Farciennoise |
| Province de Liège               | SR Dolhain FC, Milmort FC         |
| Province de Limbourg            | THOR Waterschei SV                |
| Province de Luxembourg          | Excelsior Virton                  |
| Province de Namur               | US Auvelais                       |